# Kapitänsmusiken

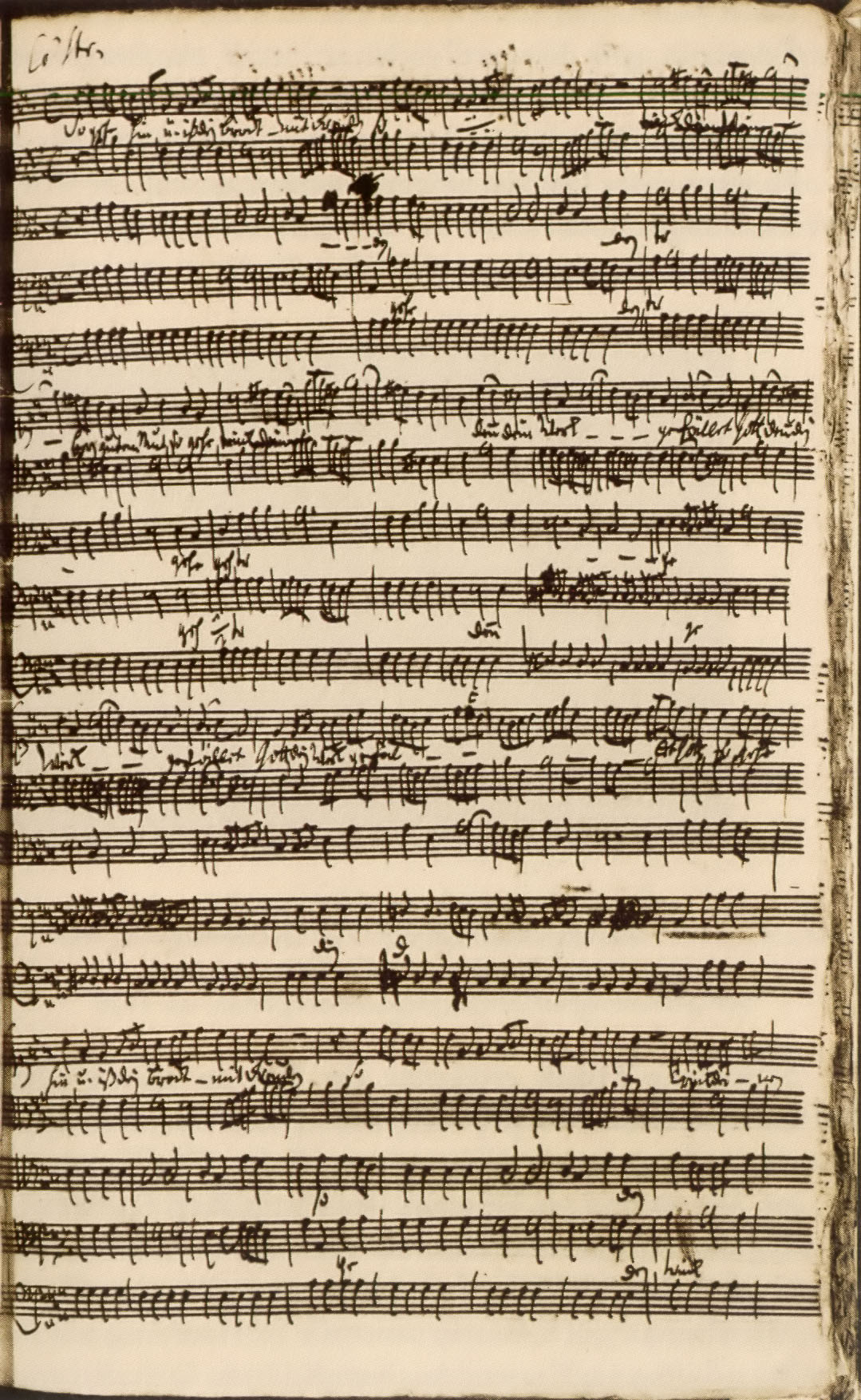
Manuskript des Schlusschores aus dem Oratorio der Kapitänsmusik von 1730 „So gehe hin und iß dein Brot mit Freuden“

Unter Hamburger Kapitänsmusiken versteht man Werke, die im Jahre 1719 und ab 1722 zum jährlich stattfindenden Hamburger Fest der Bürgerwache (Hamburg) im 18. Jahrhundert aufgeführt wurden, bei dem die Bürgerkapitäne der Stadt geehrt werden. Die Musiken wurde unter anderem von Georg Philipp Telemann geschrieben. Viele dieser Werke sind verloren gegangen oder nur zum Teil erhalten.

## Historischer Hintergrund
Als Teilstaat des Heiligen Römischen Reiches deutscher Nation geriet Hamburg in der Zeit der Türkenkriege in schwere Bedrängnis. Dichter und Musiker schrieben und komponierten darüber. Doch hauptsächlich sprach sich in den Dichtungen für die Kapitänsmusiken die Hoffnung auf baldigen Frieden aus. Der Hansestadt Hamburg als internationalem Handelsplatz war sehr an einer stabilen Welt und Wirtschaft gelegen.
Wenn ein Krieg ausbrach, wurde normalerweise auf die Bürgerwache zurückgegriffen, die von den so genannten Kapitänen angeführt wurde. Diesen oblagen nicht nur militärische Aufgaben, sondern auch kommunale Verpflichtungen wie z. B. die Aufsicht über alle Fremden, die in die Stadt kamen.

## Inhalt und Aufbau
Die Kapitänsmusiken sind in ein geistliches Oratorio und eine weltliche Serenata eingeteilt. Das Oratorio wurde vor dem ausgedehnten Festmahl gespielt. Während des Essens und zum Übergang in die Abendstunden wurde die Serenata aufgeführt. Dabei wirkten nicht nur Berufsmusiker mit, sondern in den Ensembles musizierten auch einfache Bürger.
Das Oratorio und die Serenata beginnen jeweils mit einem Chor oder einem Choral, darauf folgen im Wechsel Rezitative und Arien. Das Ende wird von einem Schlusschoral oder Chor gebildet.
Der Inhalt der Kapitänsmusiktexte war von gewissen Grundgedanken geprägt. Zu diesen gehörten Themen wie die wehrhafte Stadt und die Herstellung des Friedens. Sonst wurde den Komponisten jedoch Freiraum für die Komposition gelassen. Oft wurden aktuelle Ereignisse behandelt wie z. B. die Türkenkriege.
Der Inhalt des Oratorio war geistlich geprägt. Gott wurde gelobt und das friedliche Zusammenleben der Bevölkerung geistlich untermauert.
Der Inhalt der Serenata war weltlich gehalten. Dazu zählten Themen wie die Elbe oder Krieg und Frieden, die oft in fiktiven musikalischen Dialogen von einem Kriegs- und einem Friedensgeist dargestellt wurden.
Die inhaltlichen Aspekte waren also trotz der prägenden Grundgedanken oft sehr unterschiedlich. Der formale äußerliche Aufbau war jedoch sehr ähnlich.
Die Kapitänsmusiken wurden im sogenannten Drillhaus, welches normalerweise für Exerzierübungen der Bürgerwache fungierte, am Holzdamm an der Binnenalster aufgeführt.

## Komponisten
Die erste Kapitänsmusik wurde anlässlich des sogenannten Jubel-Mahles zum 100-jährigen Bestehen der Hamburger Bürgerwache im Jahre 1719 aufgeführt. Der Komponist war Matthias Christoph Wiedeburg nach Texten von Michael Richey.
Telemann komponierte ab 1723 36 Kapitänsmusiken, von denen noch 9 vollständig und 3 in Teilen erhalten sind.
| TWV   | Jahr        | Teile Oratorio | Teile Serenata | Libretto                                                           | Bemerkung                                  |
| ----- | ----------- | -------------- | -------------- | ------------------------------------------------------------------ | ------------------------------------------ |
| 15:2  | 1724        | 14             | 17             | Johann Philipp Praetorius                                          | vollständig erhalten, eingespielt          |
| 15:4  | 1728        | –              | 27             | Johann Philipp Praetorius oder Christoph Gottlieb Wend             | nur Serenata erhalten                      |
| 15:5  | 1730        | 19             | 29             | Oratorio: Georg Philipp Telemann, Serenata: Johann Georg Hamann    | vollständig erhalten, Oratorio eingespielt |
| 15:9  | 1736        | 20             | 23             | Joachim Johann Daniel Zimmermann                                   | vollständig erhalten, Serenata eingespielt |
| 15:11 | 1738        | 25             | 24             | Jacob Friedrich Lamprecht                                          | vollständig erhalten, eingespielt          |
| 15:13 | 1742        | 23             | 19             | Friedrich Wilhelm Rohloffs                                         | vollständig erhalten                       |
| 15:15 | 1744        | 27             | 25             | Nikolaus Dietrich Giseke                                           | vollständig erhalten, eingespielt          |
| 15:20 | 1755        | 21             | 23             | Oratorio: Heinrich Gottlieb Schellhaffer, Serenata: Michael Richey | vollständig erhalten, eingespielt          |
| 15:21 | 1756        | 8              | –              | Wilhelm Adolf Paulli                                               | nur Oratorio erhalten                      |
| 15:22 | 1760        | 21             | 17             | Wilhelm Adolf Paulli                                               | vollständig erhalten                       |
| 15:23 | 1761        | 8              | –              | Wilhelm Adolf Paulli?                                              | nur Oratorio erhalten                      |
| 15:25 | 1763 (1764) | 18             | 23             | Wilhelm Adolf Paulli                                               | vollständig erhalten                       |

Während das Fest unter Telemann noch nahezu jährlich begangen wurde, fielen in die Amtszeit
Carl Philipp Emanuel Bachs lediglich fünf Zusammenkünfte, wobei nur 1780 und 1783 traditionelle Kapitänsmusiken aufgeführt wurden; 1772, 1775 und 1788 erklang lediglich Instrumentalmusik.
| BR-CPEB | Jahr | Teile Oratorio | Teile Serenata | Libretto                | Bemerkung                                  |
| ------- | ---- | -------------- | -------------- | ----------------------- | ------------------------------------------ |
| G 14/15 | 1780 | 16             | 8              | Christian Wilhelm Alers | vollständig erhalten, Oratorio eingespielt |
| G 15/16 | 1783 | 17             | 9              | Christian Wilhelm Alers | Musik nur zur Serenata erhalten            |